# Frank Kinkel
Frank Kinkel (* 20. Dezember 1973 in Göppingen) ist ein ehemaliger deutscher Fußballspieler, der bei einem seiner letzten Vereine, der SpVgg Au/Iller, zeitweilig auch als Spielertrainer aktiv war.

## Laufbahn
1997 kam Kinkel vom SC Geislingen zum damaligen Regionalligisten SSV Ulm 1846, mit dem er 1998 in die 2. Bundesliga aufstieg. Der Linksfuß kam in seiner ersten Profisaison auf 28 Einsätze, sein einziges Profitor gelang ihm am 1. November 1998 beim 3:3-Unentschieden gegen den SC Fortuna Köln zum zwischenzeitlichen 2:2-Ausgleich.
Nachdem überraschend der Aufstieg in die Bundesliga gelungen war, wurde Kinkel elf Mal im Oberhaus eingesetzt. Nach dem sofortigen Wiederabstieg wechselte er zum damaligen Zweitligisten 1. FSV Mainz 05. Nach nur einer Saison, in der er acht Mal auf dem Platz stand, zog er weiter zum Ligakonkurrenten SV Babelsberg 03. Nach dem Abstieg aus der zweiten Liga kehrte er zum SSV Ulm zurück, der nach der Insolvenz des Vereins und dem damit verbundenen Rückzug der 1. Mannschaft mit der vormals 2. Mannschaft in die Oberliga Baden-Württemberg aufgestiegen war.
Hier spielte Kinkel ein Jahr, ehe er zum Landesligisten FC Donzdorf ging. 2004 wechselte er zur SpVgg Au/Iller in die Verbandsliga Württemberg, wo er auch für die Dauer von einer Saison (2005/2006) als Spielertrainer zusammen mit Markus Pleuler, mit dem er schon gemeinsam beim SSV Ulm spielte, arbeitete. 2008 stieg Kinkel mit seinen Auern erneut in die Oberliga Baden-Württemberg auf. Im August 2009 wechselte er von Au, das nach einem nur einjährigen Gastspiel die Oberliga wieder verlassen musste, zum 1. FC Normannia Gmünd. Dort hatte er weiterhin die Möglichkeit in der Oberliga Baden-Württemberg aufzulaufen. Mittlerweile hat Kinkel seine aktive Fußballerlaufbahn beendet.
Während seines Engagements bei der SpVgg Au/Iller war Kinkel zudem Abteilungsleiter der Fußballabteilung des Vereins.